# DGC One
Iver AB (tidigare DGC One AB) är en svensk nätoperatör som utvecklar och säljer datakommunikations-, drift och telefonilösningar. Bolaget startades av David Giertz 1987 och är noterat på Nasdaq OMX Small Cap sedan 2008. DGC köper 2009 upp telecomföretaget Telenova AB som startat 2003. Företaget med sitt dotterbolag DGC Access har cirka 170 anställda och en omsättning över 5000 MSEK.